# Бреберов
Бреберов (њем. Bröbberow) општина је у њемачкој савезној држави Мекленбург-Западна Померанија. Једно је од 59 општинских средишта округа Бад Доберан. Према процјени из 2010. у општини је живјело 484 становника. Посједује регионалну шифру (AGS) 13051014.

## Географски и демографски подаци
Бреберов се налази у савезној држави Мекленбург-Западна Померанија у округу Бад Доберан. Општина се налази на надморској висини од 15 метара. Површина општине износи 14,4 km². У самом мјесту је, према процјени из 2010. године, живјело 484 становника. Просјечна густина становништва износи 34 становника/km².